# Bosco Macchia Grande
Il bosco Macchia Grande (in latino silva Mantiana) è un'ampia area boschiva (circa 580 ettari) situata nella provincia di Roma, a sud di Canale Monterano, a sud-ovest di Manziana e a nord-ovest di Bracciano. Circa un chilometro a sud del bosco è presente il monumento naturale Caldara di Manziana, che anticamente era parte integrante dello stesso bosco.
La specie dominante del bosco è il cerro, presente con alcuni enormi esemplari secolari, seguito dalla farnia. Sono inoltre riconoscibili imponenti aceri selvatici, nespoli e carpini, ma anche estese zone di castagni e betulle. Alcune di queste specie sono oggetto di un programma di protezione, motivo per cui, insieme alla grande rilevanza della biodiversità presente, il bosco è stato inserito nell'elenco dei siti di interesse comunitario del Lazio.

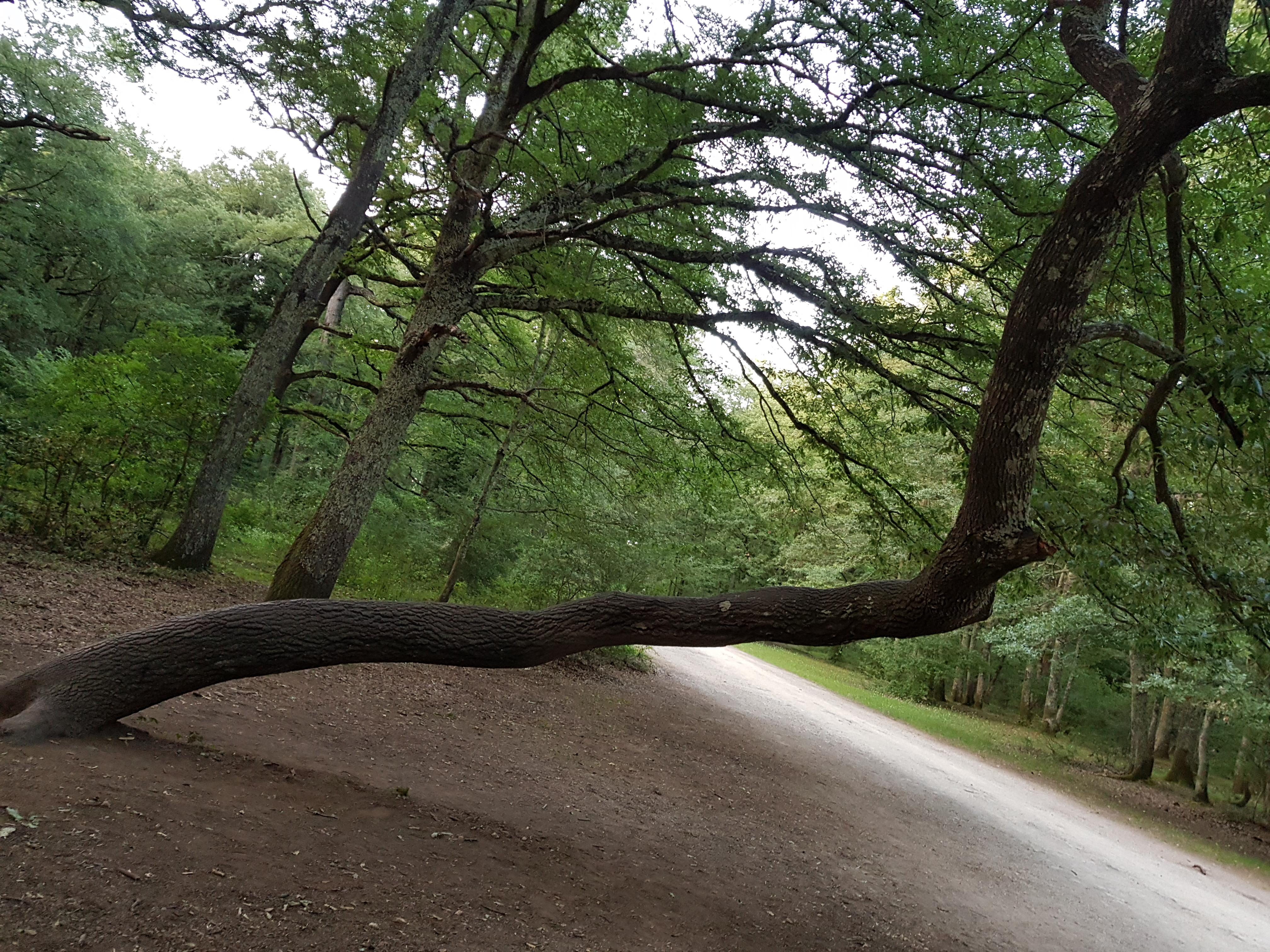
Tronco storto vicino all'ingresso
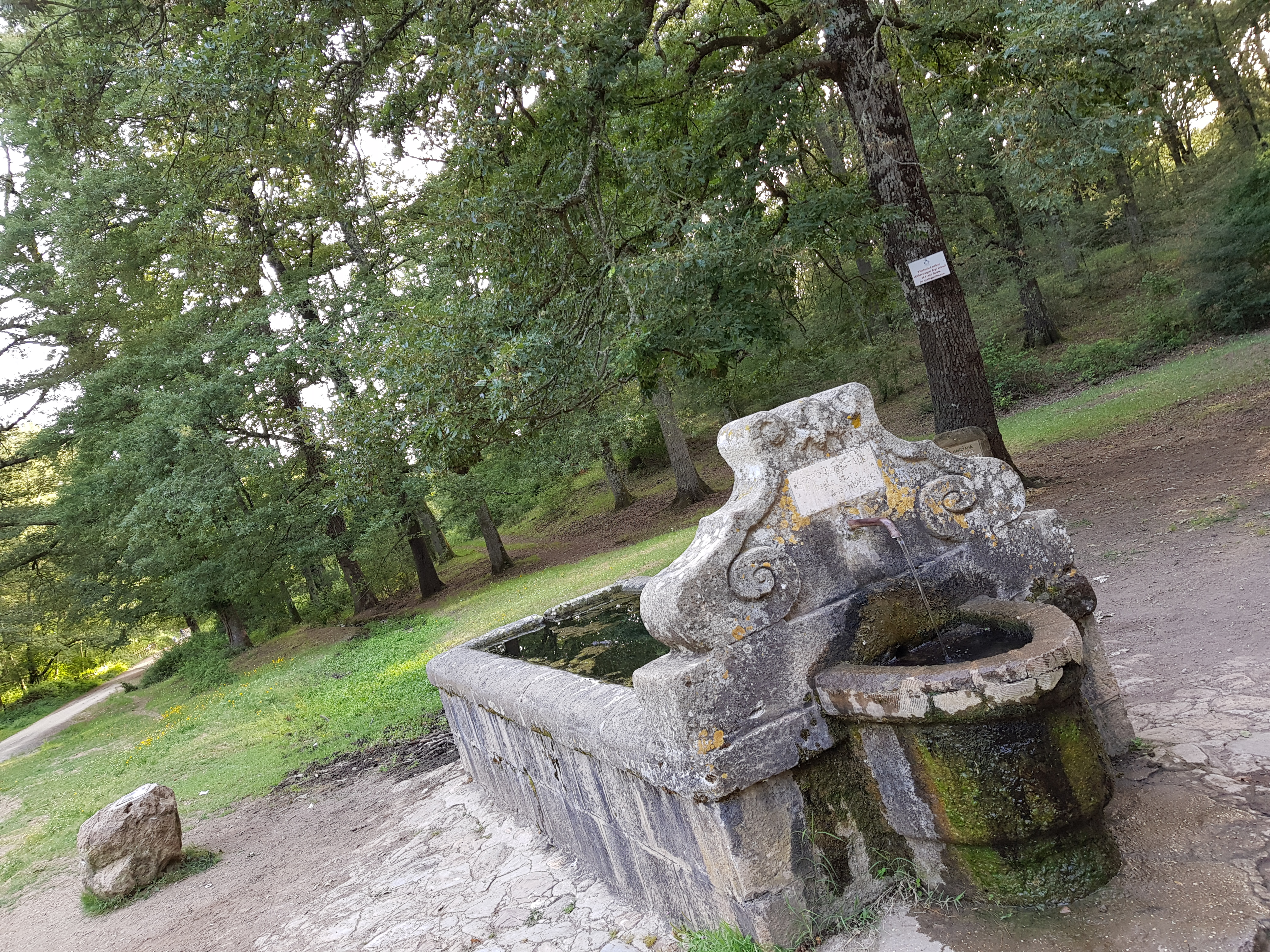
La prima fontana
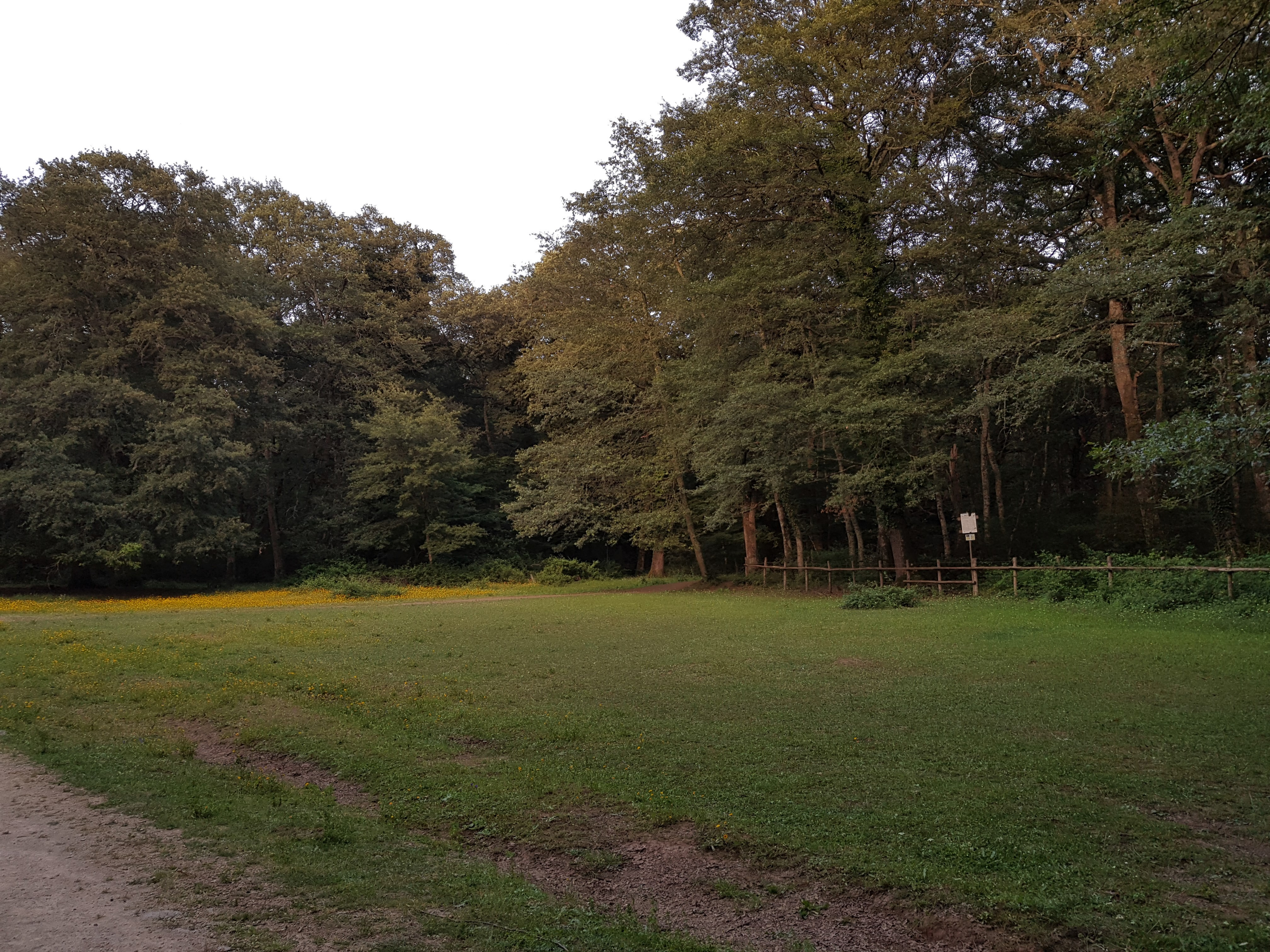
Un tratto senza alberi al lato del sentiero
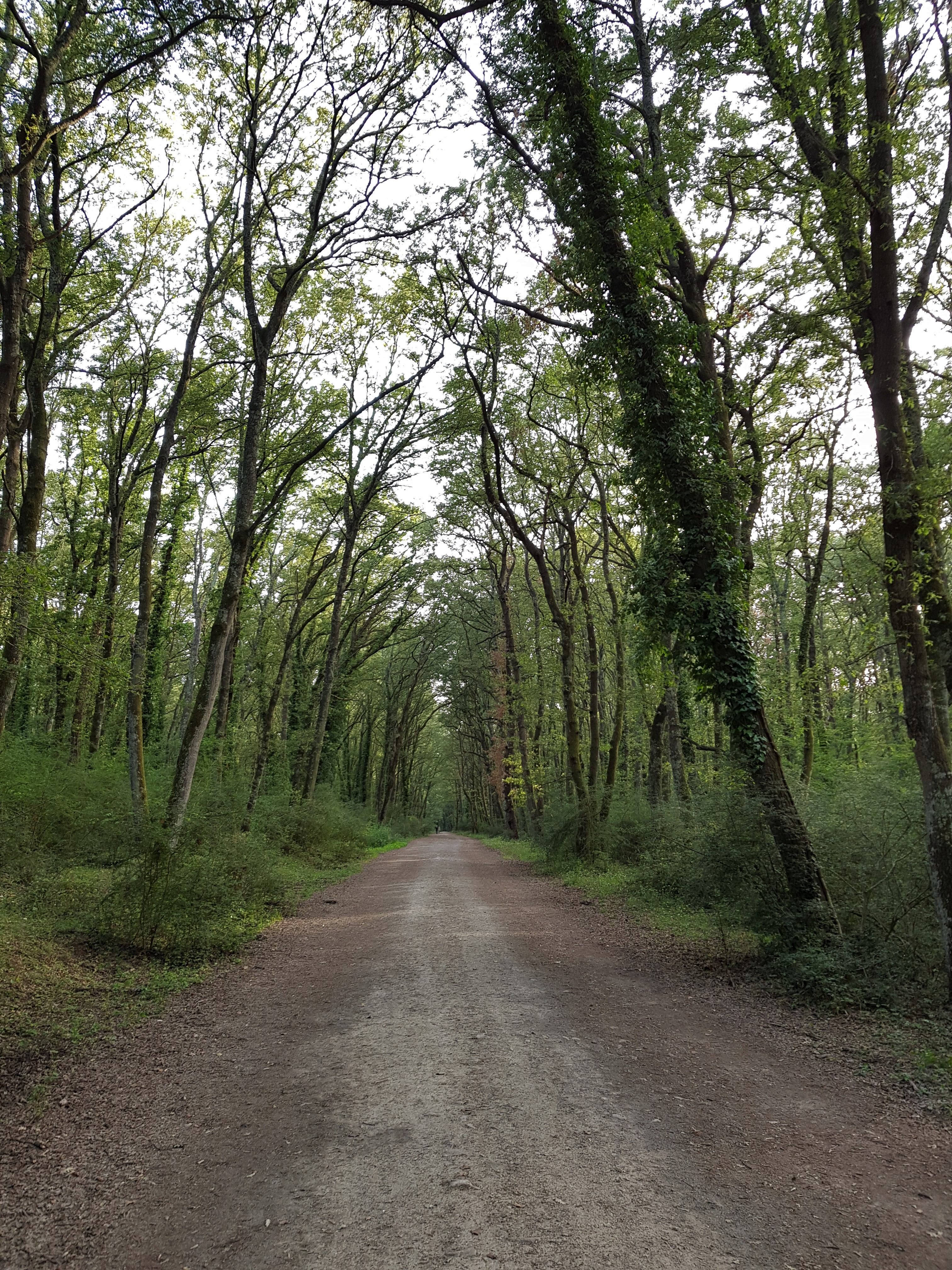
Veduta frontale del sentiero principale
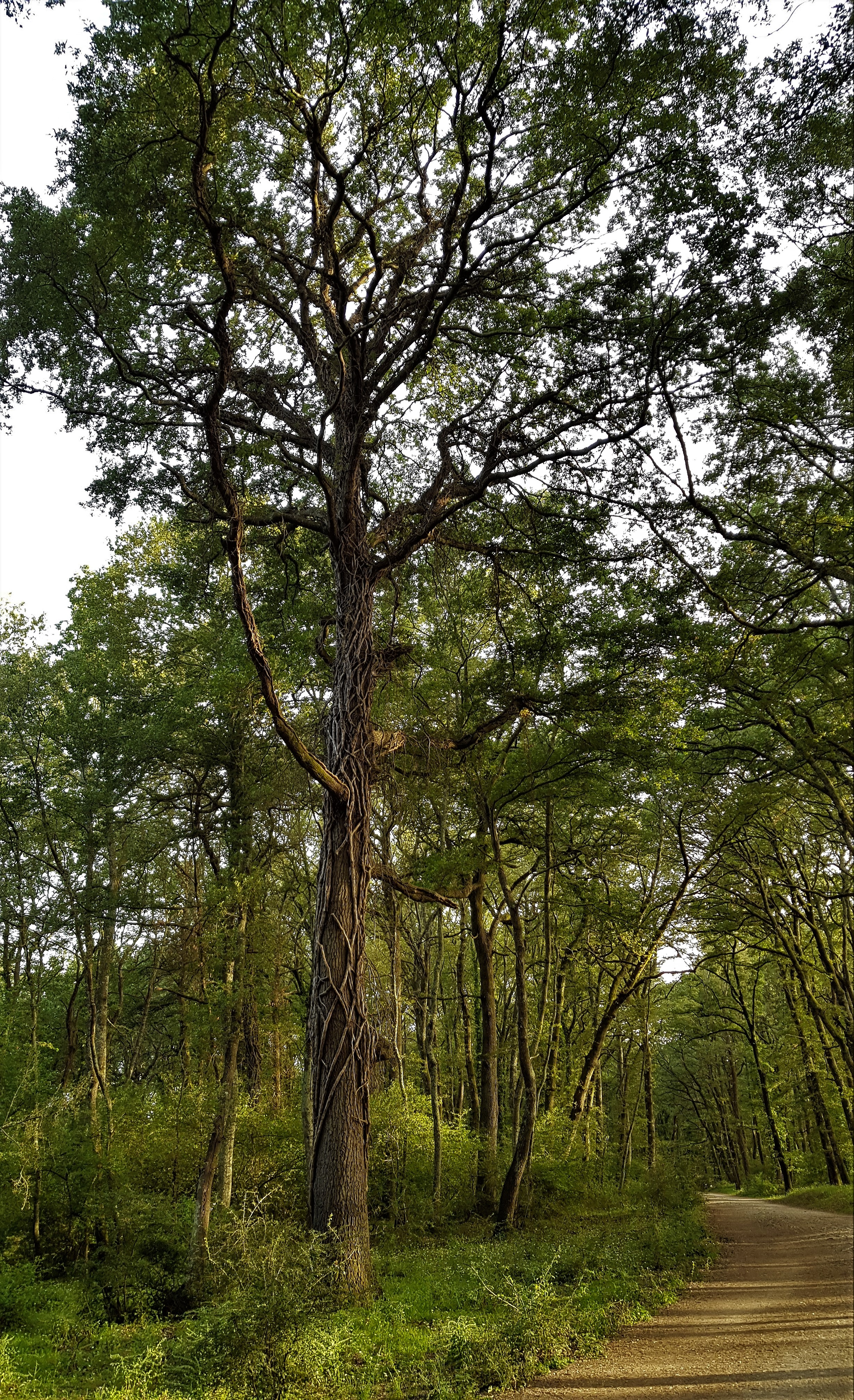
Albero con rampicante reciso
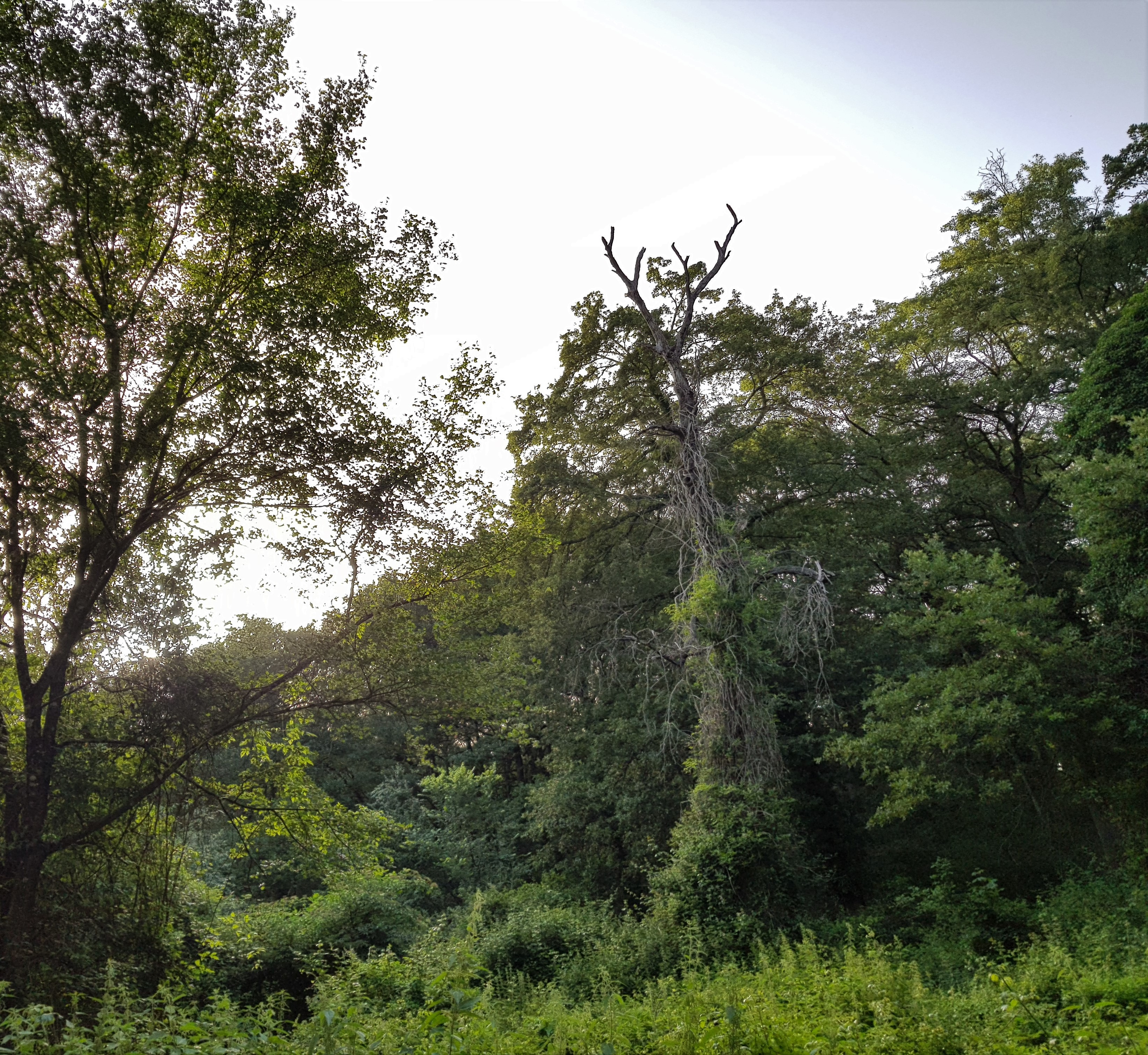
Paesaggio al lato del sentiero principale
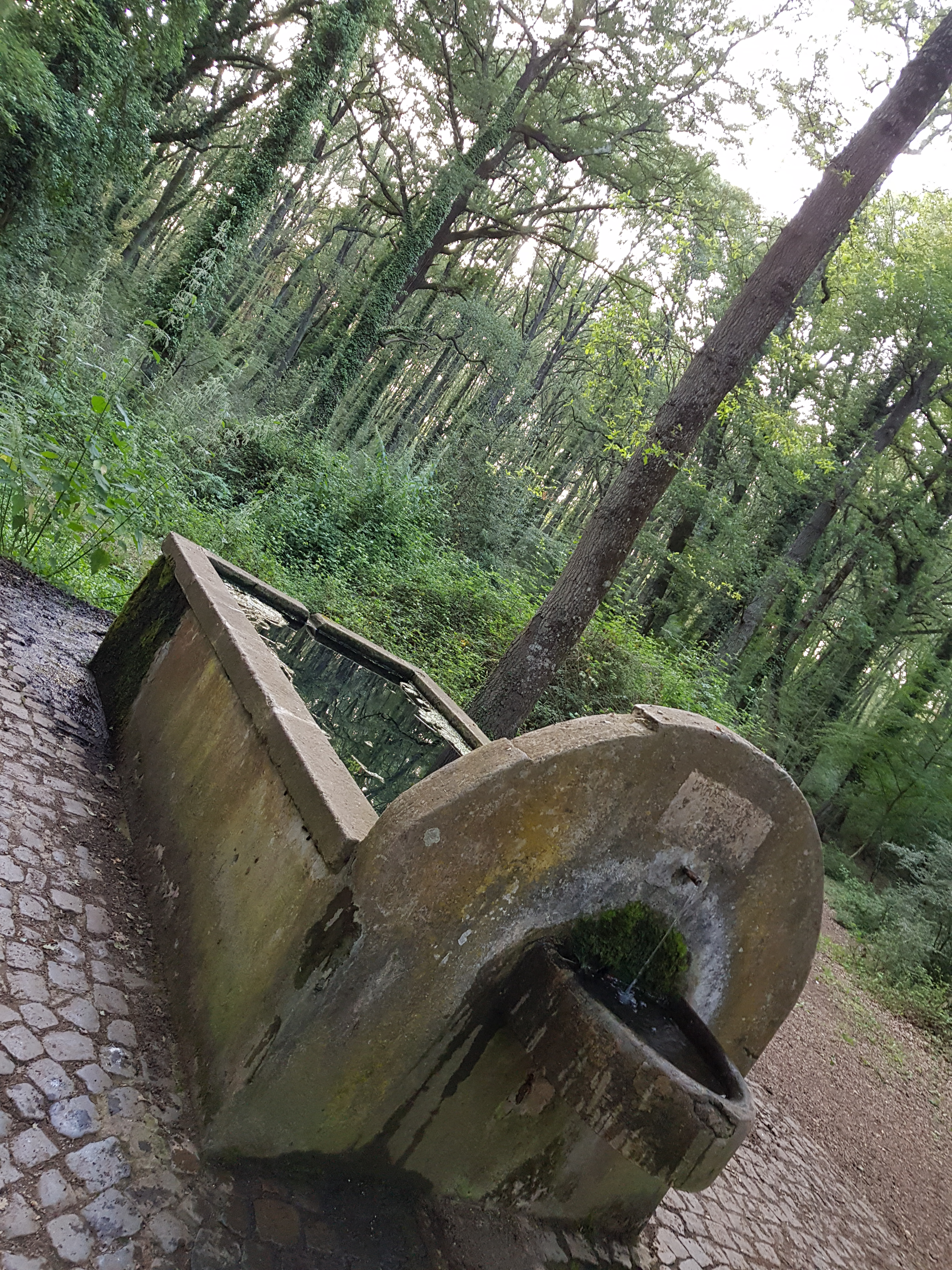
La seconda fontana
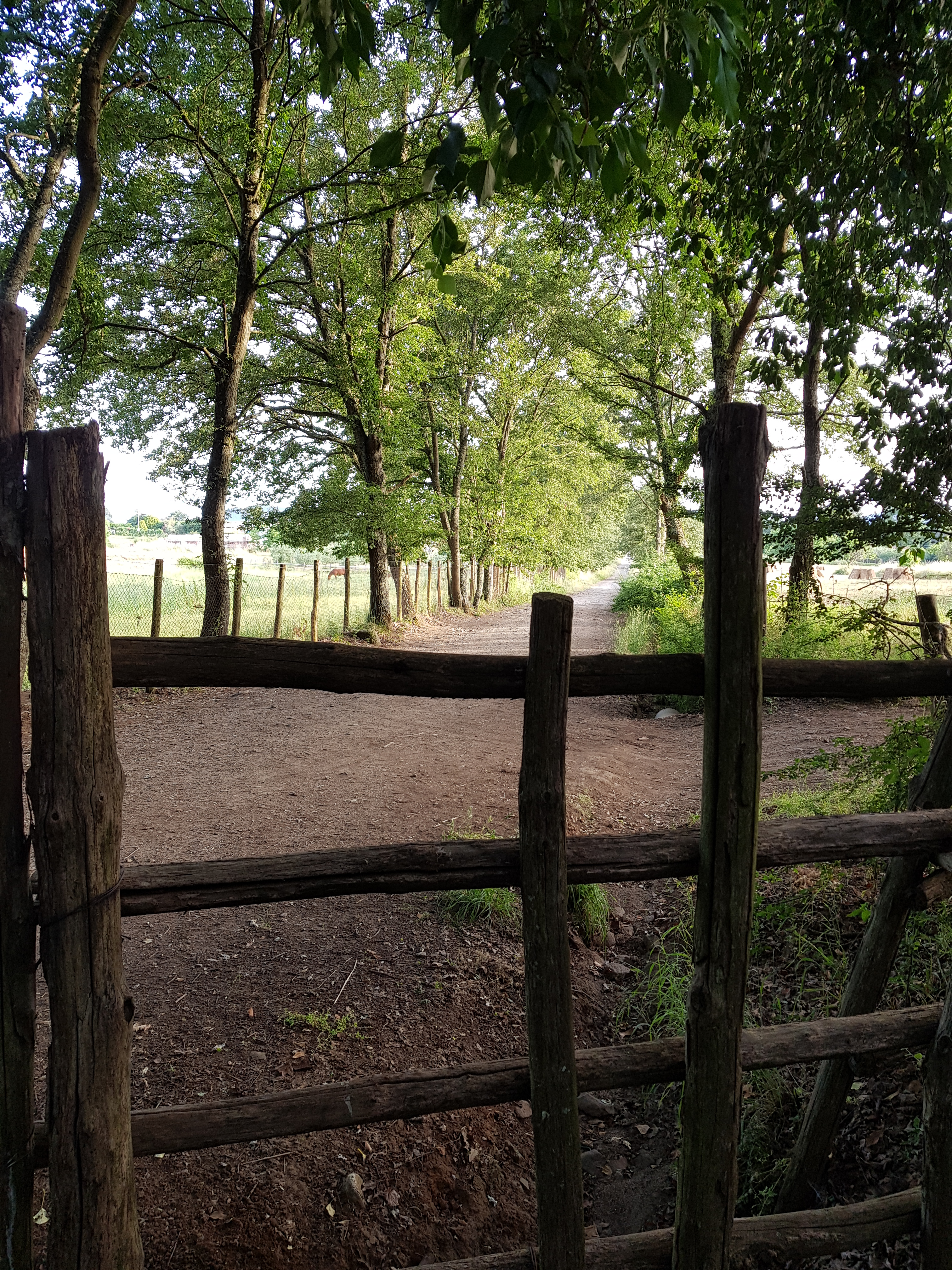
Il cancello alla fine del sentiero principale

## Origine del nome
Il territorio di Manziana e di Canale Monterano era consacrato dagli Etruschi al dio dell'oltretomba Manth (in latino Mantus): da questo prendeva il nome la silva Mantiana, grande area boscosa che dominava le colline ad occidente del lago di Bracciano, di cui il bosco Macchia Grande è l'unico settore che ancora si conserva. L'associazione tra il bosco ed il dio degli Inferi Manth derivò probabilmente dall'aspetto tetro ed impenetrabile della foresta e dalla presenza diffusa di polle di acqua sulfurea, anticamente considerate una emanazione del mondo sotterraneo.